# Артемівська сільська рада (Костянтинівський район)
Артемівська сільська рада — колишній орган місцевого самоврядування у Костянтинівському районі Донецької області з адміністративним центром в селищі Артема.

## Населені пункти
Сільській раді були підпорядковані населені пункти:
- с-ще Артема
- с-ще Розкішне
- с. Степанівка

## Історія
1926 року Радгосп ім. Артема №9 підпорядковувався Новоселівській сільській раді, куди також входили село Новоселівка (нині район міста Костянтинівка) та Артель "Червона Нива".
1936 року Радгосп ім. Артема підпорядковувався Новоселівській сільській раді, а Комуна Ілліча - Катеринівській сільській раді.
2 червня 1945 року сільраду імені Артема перейменували у Степанівську, по місцю розташування ради в селі Степанівка.
10 серпня 1954 року Миколайпільську та Степанівську сільські ради об'єднали в одну - Артемівську, з центром в селищі Артема.

## Склад ради
Рада складалася з 16 депутатів та голови.

## Керівний склад сільської ради
| ПІБ                           | Основні відомості                                                         | Дата обрання | Дата звільнення |
| ----------------------------- | ------------------------------------------------------------------------- | ------------ | --------------- |
| Прокудін Олексій Анатолійович | Сільський голова, 1977 року народження, освіта, член Партії регіонів      | 26.03.2006   | 31.10.2010      |
| Прокудін Олексій Анатолійович | Сільський голова, 1977 року народження, освіта вища, член Партії регіонів | 31.10.2010   |                 |

Примітка: таблиця складена за даними джерела